# Szamal (település)
Szamal (vagy Sam’al, arámi nyelven Bít Gabbar, ma Zincirli Höyük, Karatepe) a Szamal Királyság néven ismert ókori közel-keleti állam fővárosa. A Nur-hegység (Amanus, Antitaurus) keleti tövében, a kialakuláskor a fjordszerű tengerparton terült el, ma már az öböl feltöltődése miatt viszonylag távol van a parttól. Közel helyezkedik el a Nurdağı-hágó déli kijáratához, a Markaszut Alimusszal összekötő út mentén. Környezetében rengeteg fontos hettita, újhettita, arameus és asszír vonatkozású település is található, így Adanija, Kinalua, Alalah, Markaszu, Karkemis, Arpad és Halap. Már az i. e. 3000 körüli időkben (kora bronzkor) lakott volt, majd a Hettita Birodalom utolsó periódusában a Karkemisi Alkirályság része lett, majd önállósult. A városkirályság, majd nagyobb kiterjedésű állam az asszírok zsákmánya lett i. e. 717-ben, a várost i. e. 630 körül végleg lerombolták.
A várost 1888 és 1902 között tárta fel egy német expedíció, amelyben többek közt Karl Humann, Robert Koldewey és Felix von Luschan vettek részt. A feltárás és leletmentés folyamatos azóta is. Az ovális alaprajzú halom egy külső és egy belső fallal körülvett fellegvárt rejtett. A külső fal tökéletes kör alakú, 720 méter átmérőjű, azaz 40,5 hektáros területet zár be. A fellegvárt ennek nem pontosan a közepén, hanem kissé délnyugatra tolódva, északnyugat-délkeleti irányú tengellyel csepp alakú fallal vették körbe. A külső falon három kapu nyílt, délen, nyugaton és északkeleten. A belső falon egyenlő távolságra tornyokat építettek, és csak egyetlen kapuja volt, a déli részen. A belső falon belül is az egyes részek külön fallal lettek elválasztva, amely falak csaknem ugyanolyan erősek, mint maga a belső fal, és megerősített, úgynevezett dupla kapukkal látták el.
A fellegvárban a Közel-Kelet más erődített településeihez hasonlóan alsó és felső palota, a hozzájuk tartozó templom és raktárak kerültek feltárásra. Előkerültek a kapuk melletti nagy, nyitott négyszögek jellegzetes oszlopos tornácai (hilani), több monumentális oroszlánszobor. Ezek valószínűleg a vár kapuit őrizték, és jelenleg a berlini Pergamon Múzeumban találhatók.
Hettita és szíriai stílusok keveredését mutató, reliefes, bazalt ortosztátok díszítették a déli kaput. A domborművek vadászjelenetet ábrázolnak. A III. számú rétegben későhettita-arameus stílusú, szfinxeket ábrázoló oszloptalpak voltak, amelyek ma az isztambuli Régészeti Múzeumban és Berlinben láthatók.
Szamal történetére vonatkozóan fontos dokumentum Assur-ah-iddína itt felállított győzelmi sztéléje. A szamali nyelvre nézve Kilamuva és II. Panamuva sztéléi szolgáltak sok információval, 2008-ban egy újabb fontos lelet került elő, a Kuttamuva-sztélé.